# Kurt Lisso

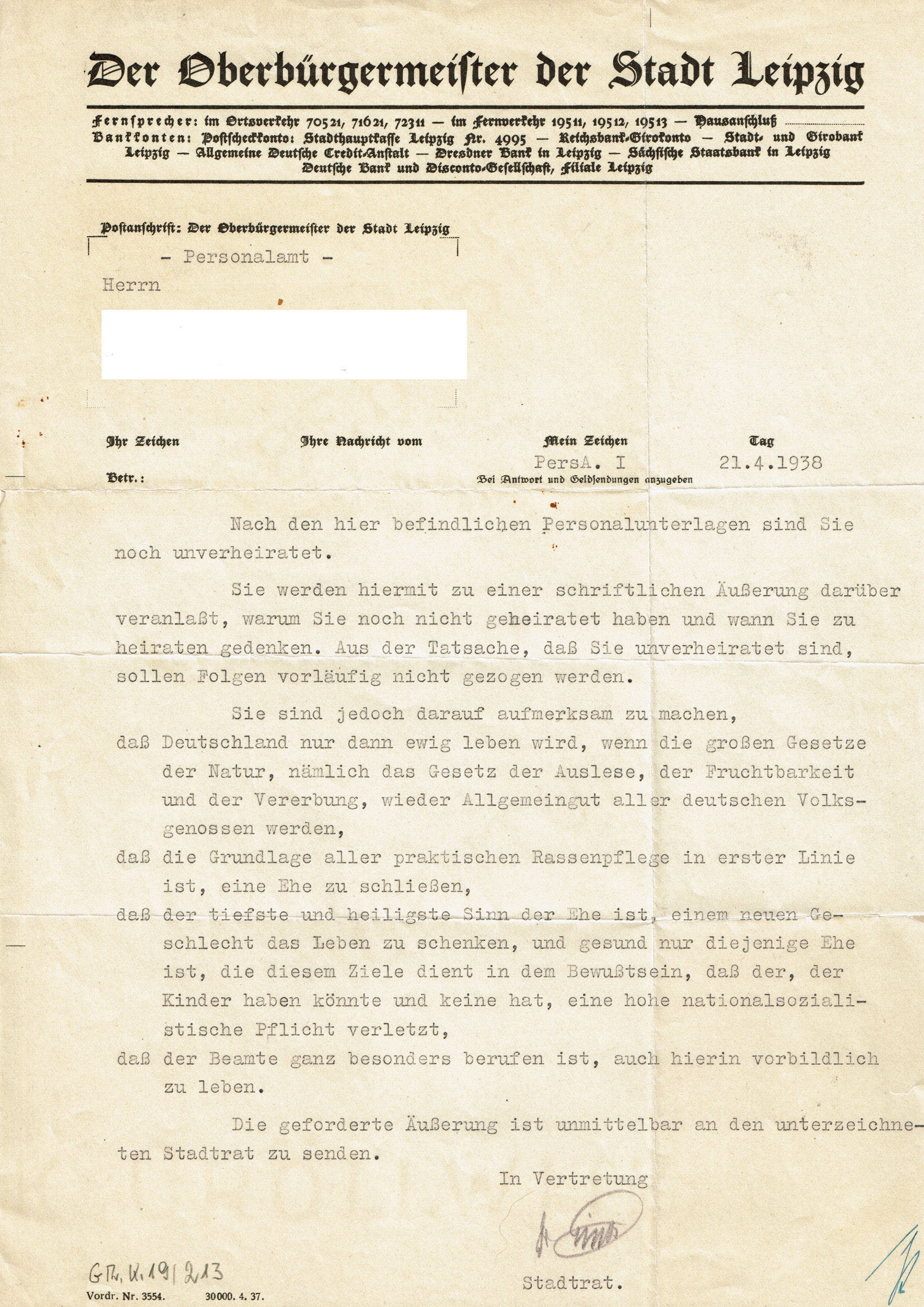
Schreiben Lissos als Leiter des Personalamtes an einen Mitarbeiter der Stadt Leipzig, 21. April 1938

Kurt Lisso als Vertreter der Stadt Leipzig ehrt Clemens Thieme anlässlich dessen 80. Geburtstages, 13. Mai 1941

Ernst Kurt Lisso (* 7. März 1892 in Großbadegast; † 18. April 1945 in Leipzig) war ein Leipziger Jurist und ab 1933 ein nationalsozialistischer Lokalpolitiker, der vor allem durch Fotografien Bekanntheit erlangte, die nach seinem Suizid am 18. April 1945 zum Ende des Zweiten Weltkrieges entstanden.

## Leben
Lisso studierte bis 1914 Rechtswissenschaften an der Universität Leipzig, von 1916 bis 1918 nahm er als Kompanieführer am Ersten Weltkrieg teil. Er wurde 1922 zum Thema Die Entwicklung des Jugendstrafrechts in Deutschland promoviert, anschließend war er als selbstständiger Jurist in Leipzig tätig. Zum 1. Mai 1931 trat er der NSDAP bei (Mitgliedsnummer 529.355). Im Dezember 1933 wurde Kurt Lisso zum hauptamtlichen Stadtrat und Leiter des Personalamtes der Stadt berufen. Innerhalb der Stadtverwaltung war er einer der führenden Hauptakteure in Sachen antisemitischer Politik und Durchsetzung derselben. Im Jahr 1940 übernahm Lisso als enger Vertrauter des damaligen Leipziger Oberbürgermeisters Alfred Freyberg das Amt des Stadtkämmerers und das des stellvertretenden Stadtoberhaupts.

## Tod

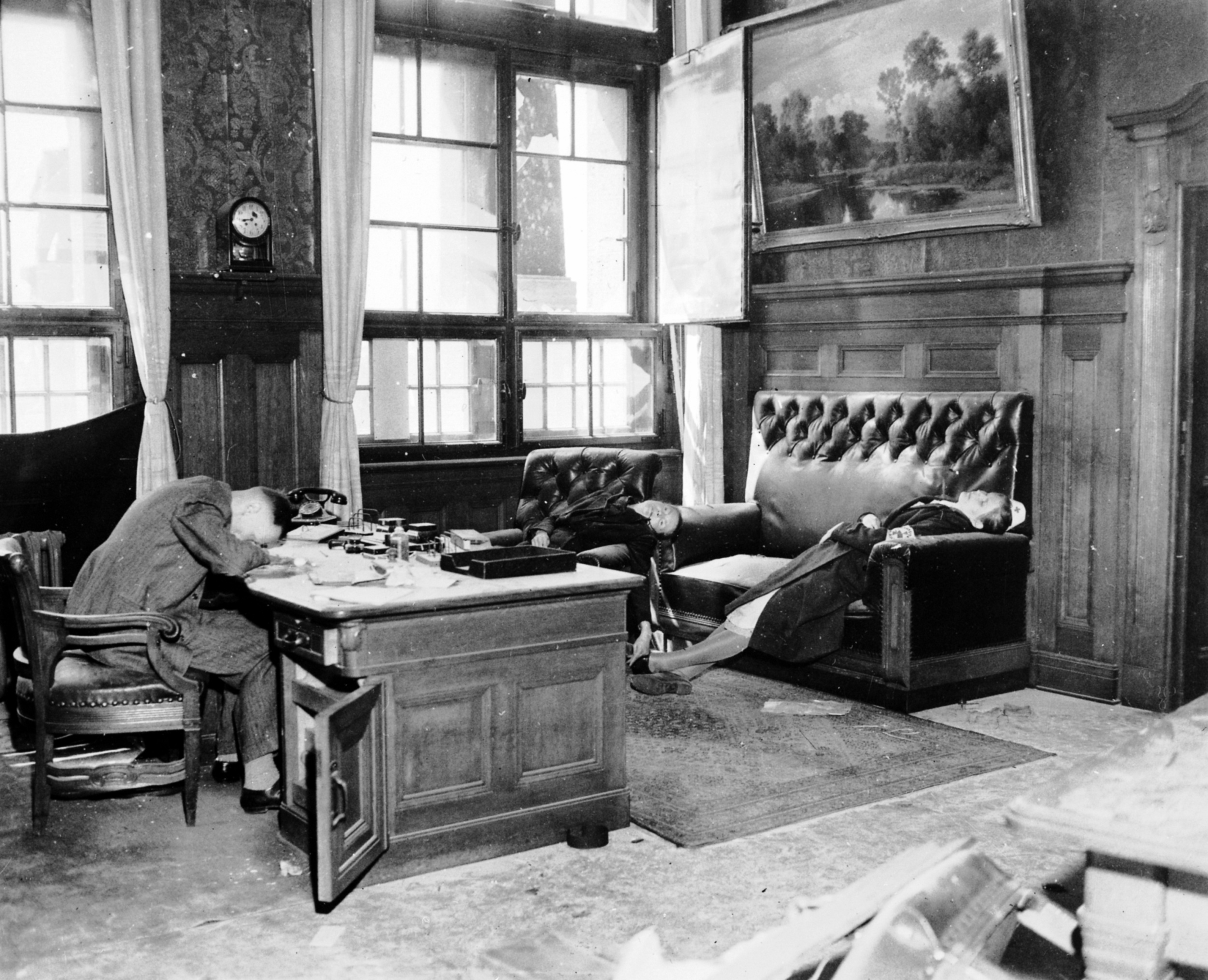
Kurt, Renate und Regina Lisso nach ihrem Suizid vom 18. April in den Räumen des Neuen Rathauses, (Aufnahme von J. M. Heslop, 20. April 1945)

Am 18. April 1945 beging Kurt Lisso gemeinsam mit seiner Ehefrau Renate (* 12. April 1895, geb. Lübbert) und Tochter Regina (* 24. Mai 1924) durch Einnahme von Zyanid-Kapseln in den Räumen des Neuen Rathauses in Leipzig Suizid, nachdem die 69. Infanteriedivision der US-Army in Leipzig ankam. Lee Miller, Margaret Bourke-White, Robert Capa und J. Malan Heslop als Bildreporter und Angehörige der US-Armee hielten die Szenerie ab dem folgenden Tag fotografisch fest, zeitweise wurden die Bilder dem damaligen Oberbürgermeister Alfred Freyberg zugeordnet. Die am 20. April von Margaret Bourke-White angefertigten Aufnahmen wurden im bekannten US-amerikanischen Life-Magazin veröffentlicht und weltberühmt.  Die Fotografien mit der Familie Lisso werden häufig als bildliches Beispiel im Zusammenhang mit den Selbstmorden Deutscher im Rahmen des Kriegsendes 1945 verwendet.
Kurt Lisso wurde zusammengesunken auf dem Schreibtisch im Amtszimmer des Oberbürgermeisters aufgefunden, umgeben von offiziellen Dokumenten wie beispielsweise seinem NSDAP-Mitgliedsausweis. Ehefrau Renate und Tochter Regina (mit einer Armbinde des DRK versehen) verübten ihren Suizid auf Sitzmöbeln vor dem Schreibtisch.